# Phalotris shawnella
Phalotris shawnella — вид змій з родини полозових (Colubridae). Описаний у 2022 році.

## Назва
Вид shawnella автори назвали на честь двох дітей — Шона Аріеля Сміта Фернандеса та Елли Бетані Аткінсон. Ці діти, що народилися у 2008 році, коли з'явився фонд Para La Tierra, надихнули його засновників на початок роботи зі збереження дикої природи Парагваю у всій її споконвічній пишності.

## Поширення
Ендемік Парагваю. Поширений у департаменті Сан-Педро.